# Front national de libération du Congo

Le Shaba

Le Front national pour la libération du Congo (FNLC), était un mouvement rebelle en République du Zaïre (Congo-Kinshasa) mené par Nathaniel Mbumba contre le gouvernement de Mobutu Sese Seko.
Les invasions du FNLC au Shaba (Katanga) en 1977 et 1978 ont déclenché deux guerres internationales, la Première guerre du Shaba et la Deuxième guerre du Shaba, durant la Guerre civile angolaise. Ses combattants sont les Tigres katangais. 